# Xun You
En aquest nom xinès, el cognom és Xun.
Xun You (157 - 214 EC) va ser un assessor del senyor de la guerra xinès Cao Cao durant el període de la tardana Dinastia Han Oriental de la història xinesa. Es va oposar al fet que Cao Cao prengués el títol de "Rei de Wei". El seu oncle, Xun Yu, era més conegut que ell entre els oficials. En la versió Wade-Giles del Romanç dels Tres Regnes, ell i el seu oncle comparteixen el mateix nom, Xun Yu. En la batalla dels Penya-segats Rojos, va ajudar aconsellant a Cao Cao juntament amb Cheng Yu. Va servir als senyors de la guerra He Jin, Yuan Shu, Dong Zhuo, i (per acabar) Cao Cao.